# نبرد رکروا
نبرد رکروا (انگلیسی: Battle of Rocroi)، نبردی است از مجموعه جنگ‌های سی‌ساله که در سال ۱۶۴۳ بین فرانسه و اسپانیا رخ داد و با پیروزی فرانسه همراه بود.